# Underberg
Underberg je německý alkoholický nápoj, řadících se mezi kořeněné bittery. Je červenohnědé barvy s 44% obsahem alkoholu. Je vyroben z bylin ze 43 zemí a nechává se dozrát několik měsíců v dubových sudech.

## Historie

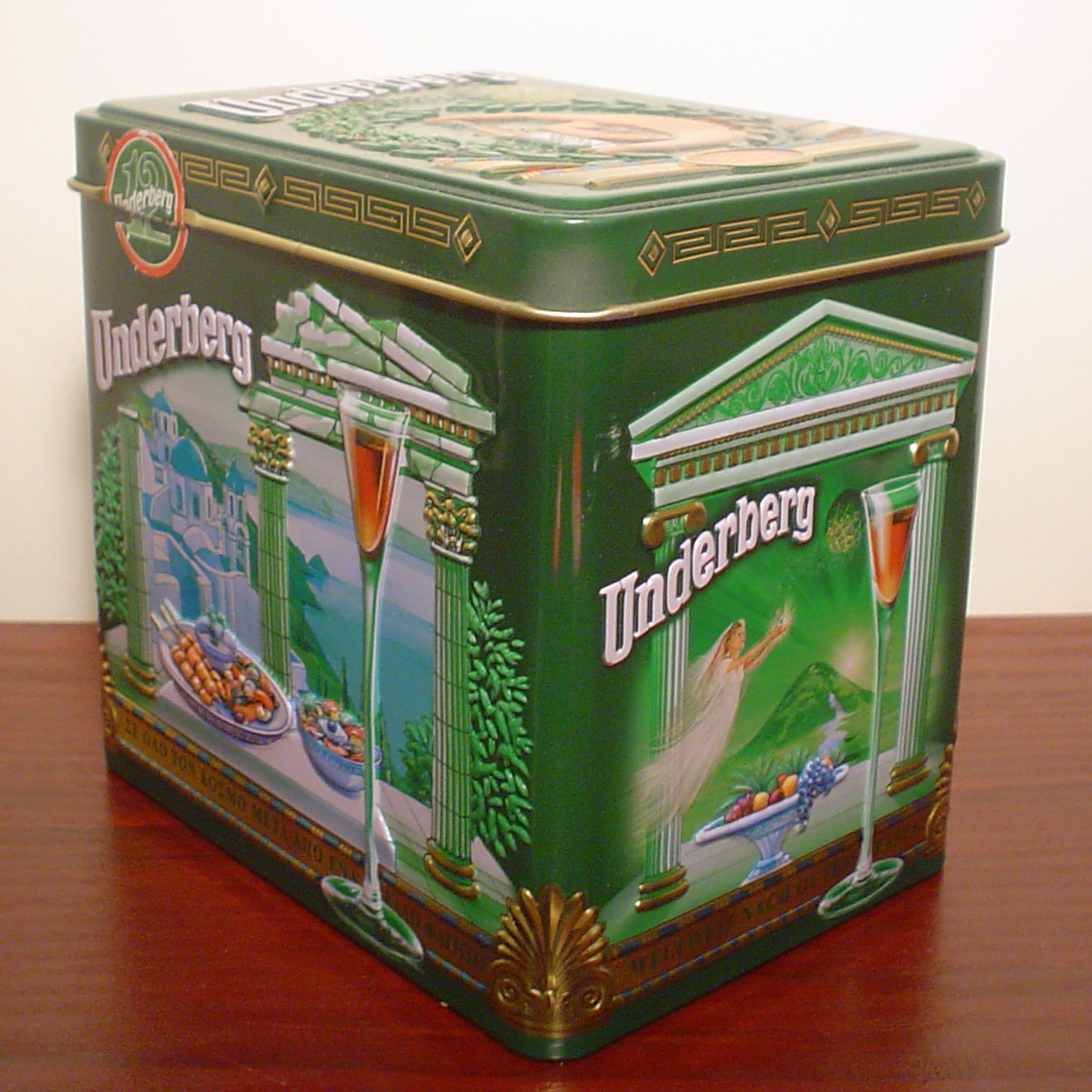
balení Underbergu s dvanácti 20ml lahvičkami

Objevitelem Underbergu v roce 1846 je Hubert Underberg z Rheinbergu v Dolním Porýní.